# Montserrat de la Cruz
Montserrat de la Cruz (Segovia, España, 1965) es una directora de coro y orquesta, profesora superior en las especialidades de dirección, lenguaje musical, teoría de la música, repentización y transposición,  y profesora de formación vocal y auditiva, armonía, análisis y composición.

## Biografía
Nace en Segovia (España) en 1965. Estudió piano, clarinete, órgano, composición y dirección en el Conservatorio “Amaniel”, en el Conservatorio “Teresa Berganza”, en el Real Conservatorio Superior de Música de Madrid, y en el Conservatorio Superior de Música “Joaquín Rodrigo”, de Valencia. Entre sus profesores se encuentran: José Tordesillas, Jesús Villa Rojo, Guillermo González o Valentín Ruíz. Ha participado en diferentes seminarios y encuentros sobre dirección, composición e interpretación, con los maestros Vlado Perlemuter, Armando Gentilucci, Luigi Nono, Javier Busto, Alberto Blancafort, José Antonio Bornot, Antoni Ros- Marbá, Arturo Tamayo, Enrique García Asensio, Antón García Abril, Claudio Prieto.

## Trayectoria profesional

### Formación y docencia
Inicia sus estudios artísticos a la edad de 4 años en Ballet Clásico que se prolongan durante 10 años. A los 7 años comenzó sus estudios de piano, finalizando el grado profesional a los 18 años. Ingresa en el Real Conservatorio Superior de Música de Madrid, en 1984, para iniciar su formación de grado superior. Emprende su carrera docente en 1988 como profesora interina de Historia del Arte, de la Música y la Estética. Continúa su labor docente como profesora, interina también, de coro, orquesta y banda, entre 1988 y 2012. Entre 1996 y 2009 compatibiliza la docencia como profesora de Armonía y Formación Vocal y Auditiva en la Universidad de Valladolid, Escuela de Magisterio de Segovia. Entre 2012 y 2017, ha ejercido la docencia como profesora interina de Armonía y Fundamentos de composición en el Conservatorio Profesional de Música “Rafael Frühbeck de Burgos”. Ha sido invitada a impartir conferencias sobre estas materias dentro y fuera de España.

### Carrera artística

#### Dirección
Comienza su carrera en 1988 creando el Coro de Alumnos del Conservatorio de Segovia, España, que posteriormente tomaría el nombre de Coro Discantus, formado con los alumnos de la asignatura de Coro. En 1994 funda el Coro Aula Quattuor, integrado por los padres, familiares y amigos de los alumnos del Conservatorio, como una propuesta personal y novedosa de integración de las familias a la educación musical de los niños. En 1998, junto a algunos de sus compañeros del Conservatorio Profesional de Música de Segovia, y alumnos aventajados del propio conservatorio, además de otros venidos también del resto de provincias de Castilla y León, Madrid y Toledo, Música de Segovia", quedando al frente de esta formación como directora hasta 2004. Los dos coros y la orquesta, bajo ese mismo nombre, "Aula Quattuor", abordan repertorios tanto para Orquesta de Cámara como Sinfónico-Coral, desde el Barroco al siglo XX, ofreciendo conciertos por España y Europa, entre 1998 y 2004. Destaca en su trayectoria como directora el concierto institucional ofrecido con motivo de la inauguración del Museo Zuloaga (Museo Zuloaga de Segovia, abril de 1998); Concierto de la Velas en la Villa de Pedraza (Fundación Villa de Pedraza, julio de 1998), directora en los conciertos celebrados en Votivkirche y en el Ayuntamiento, en la Ciudad de Viena (Ciclo “Adviento en Viena”, diciembre de 1998), el "Concierto Conmemorativo del 80° Aniversario de la Fundación de la Sociedad Filarmónica de Segovia" (Catedral de Segovia, 1998), así como los conciertos inaugurales de las temporadas sucesivas de esta Sociedad hasta 2003. Ha ofrecido conciertos en la Real Fábrica de cristales de La Granja - Fundación Nacional del Vidrio en El Real Sitio de San Ildefonso  (diciembre 1999); en París, Auditorio de la UNESCO, Auditorio del Arco de la Defense e Iglesia de Notre Dame des Blanches Manteaux (París, enero 2000), y las participaciones en el "Festival Joven de Música Clásica de Segovia", los "Ciclos de Adviento" y "Entre dos luces", todos ellos organizados por la Fundación Don Juan de Borbón entre 1996 y 2003, Festival Internacional de Música de Medina del Campo Medina del Campo, (Valladolid, diciembre de 2001), en San Bartolomé de Tirajana (Islas Canarias, España, diciembre de 2001). 
Ha dirigido en la Asunción, Paraguay, a la Orquesta Sinfónica Nacional de Paraguay en los actos de clausura de la "VII Reunión Interamericana de Ministros y Máximas Autoridades de Cultura de la OEA" junto a otros destacados directores españoles y latinoamericanos. Ha dirigido también en sendos conciertos celebrados en Lisboa, Igreja do Campo Grande e Igreja do Colegio Sao Joao de Brito (Lisboa, octubre de 2017) y en Madrid, Auditorio Nacional de Música (febrero 2018) junto a Coralia Artis y Coro y Orquesta Juvenil Europea de Madrid, (OJEM). En julio de 2018 ha presentado su gira de conciertos y conferencias por Estados Unidos, México y Guatemala.
Ha dirigido a diversos solistas, como el violonchelista búlgaro Dimiter Furdnajiev, en la interpretación del Concierto para cello y orquesta de viento de Friedrich Gulda, concierto de la Sociedad Filarmónica de Segovia, (octubre, 2000), o al acordeonista Ángel Luis Castaño en la presentación de “Five Tango Sensations” de Astor Piazzolla, Concierto de la Sociedad Filarmónica de Segovia, (octubre, 2003).

#### Distinciones
Es finalista y representante de España en el primer Reality Mundial sobre Directores de Orquesta celebrado en 2017. Es la única mujer del quinteto finalista elegido entre más de 120 directores de orquesta de 35 países, que se ha retransmitido por internet y por la Televisión Nacional de Paraguay. Es semifinalista en el Concurso Internacional de Dirección de Orquesta 3.0 en su Tercera Edición, 2017, y ganadora de la "Batuta de Plata" en la Cuarta Edición, 2018. Ha sido la Directora Musical de la Coral Ciudad de Burgos, en 2017. Es "Socia de Honor" de la "Asociación Coro de Amigos Coralia Artis - Acción Solidaria".
En enero de 2019, resulta ganadora de la “Medalla de Plata” a la mejor dirección concedida en Minsk, en votación secreta por los músicos de la Orquesta Sinfónica de la Radiotelevisión de Bielorrusia. 

#### Composición
Ha estrenado y dirigido su composición "Estudio Vocal n° II" en el "Festival Internacional de Música de Segovia" (julio, 1997) al frente de Coro Discantus, Iglesia del Monasterio de Santa María de El Parral de Segovia. Junto a Coralia Artis – Acción Solidaria, ha estrenado España que enciende y que hiela para el récord Guiness Antonio Machado (febrero de 2014), y recientemente Lorca En-suite (mayo de 2016). Cuenta con numerosos arreglos y adaptaciones para diferentes formaciones.

#### Otras actividades
Jurado, conferenciante y directora de escena en diferentes proyectos musicales y teatrales, ha interpretado papeles en varios cortometrajes para Keyland Films. Ha visitado 53 países desde 1987 cuando comienza sus viajes fuera de Europa, iniciando con Cuba como primer contacto local con otras músicas, y, desde 1988, compagina su actividad docente con sus viajes. En 1991 se traslada a San Francisco, CA. y Nueva York donde inicia sus actividades artísticas. Después de una etapa de viajes a diferentes países de Asia, empieza a dar forma a su proyecto solidario, y establece un fuerte vínculo con Latinoamérica, y en especial con Guatemala, donde ha pasado temporadas trabajando como voluntaria para diferentes asociaciones locales.

#### Publicaciones
Como escritora, es coautora de cuatro libros sobre Dirección de Orquesta y crecimiento personal, todos ellos convertidos en Best Sellers en Amazon.com: La Magia de la Dirección de Orquesta, Técnica Disruptiva de la Dirección Orquestal, Mente Maestra y Gran Libro de la Interpretación Musical. Ha sido colaboradora en la revista especializada en línea Ganas de Viajar dirigida por el periodista José María Ínigo.

## Su proyecto: Coralia Artis – Acción solidaria

### Origen
En 2009, Montserrat de la Cruz funda en Segovia “Coro de Amigos del Conservatorio”, como una iniciativa para dar espacio a personas no profesionales con inquietudes musicales y cualidades vocales, y que poco después se convierte en "Coro de Amigos Coralia Artis - Acción Solidaria”, como desarrollo de la idea de su fundadora para una acción solidaria de proyección internacional, siendo su propuesta respaldada por todos los componentes del coro. Nace este Proyecto Solidario como reflexión sobre las difíciles situaciones conocidas tanto en el entorno cercano como en diferentes países, y de los fuertes vínculos y participación que mantienen cada uno de sus componentes con proyectos y asociaciones en diversos ámbitos, tanto locales, como regionales, nacionales e internacionales. 

### Trayectoria y colaboraciones
De la mano de su fundadora, crea en 2011, el Ciclo de conciertos solidarios Coralia Artis que consta de dos partes, Navidad y Primavera. Han viajado a Laredo (Cantabria), Éibar (País Vasco), Majadahonda (Comunidad de Madrid), Lisboa (Portugal), además de recorrer gran parte de la provincia de Segovia. Asimismo, Coralia Artis ofrece la oportunidad a compositores de estrenar sus obras corales. También reciben a directores invitados de diferentes partes del mundo. Destacados solistas, instrumentistas y directores nacionales e internacionales han manifestado su interés en colaborar y dirigir este Coro, y compositores de diversas partes del mundo han compuesto obras y arreglos dedicados a esta formación. En 2016 colaboran en el doble CD Slow Movement del proyecto Four Hands. Además, son llamados a participar en diferentes muestras y festivales, tanto en España como en Europa, siempre dentro de su colaboración y objetivos solidarios.